# ویرجین ساموآ
ویرجین ساموآ (به انگلیسی: Virgin Samoa) یک شرکت هواپیمایی با کد یاتا VA است که در تاریخ ۱ اکتبر ۲۰۰۵ میلادی تأسیس شده‌است.
دفتر مرکزی ویرجین ساموآ در بریزبن، استرالیا واقع شده‌است و به ۴ مقصد، پرواز مستقیم انجام می‌دهد.

## مقصدهای پروازی
| کشور     | شهر    | فرودگاه                   | منبع |
| -------- | ------ | ------------------------- | ---- |
| استرالیا | بریزبن | فرودگاه بریزبن            |      |
| استرالیا | سیدنی  | فرودگاه سیدنی             |      |
| نیوزیلند | آوکلند | فرودگاه اوکلند            |      |
| ساموآ    | آپیا   | فرودگاه بین‌المللی فالئولو | قطب  |